# Commerce de Marseille (1785)
La Commerce de Marseille (1785) è stato un vascello da 74 cannoni della classe Téméraire, rinominato successivamente Lys (il fiordaliso era il fiore dei Borboni) nel 1786 e Tricolore nell'ottobre 1792. La nave venne ribattezzata una prima volta per liberare il nome alla futura Commerce de Marseille (1788), capoclasse della omonima classe, e una seconda volta con l'avvento della Rivoluzione francese, che eliminò tutti i riferimenti al passato regime, anche dai nomi delle navi della ex Marine royale.
La nave venne catturata durante l'assedio di Tolone del 1793 e da essi data alle fiamme prima di abbandonare la città.

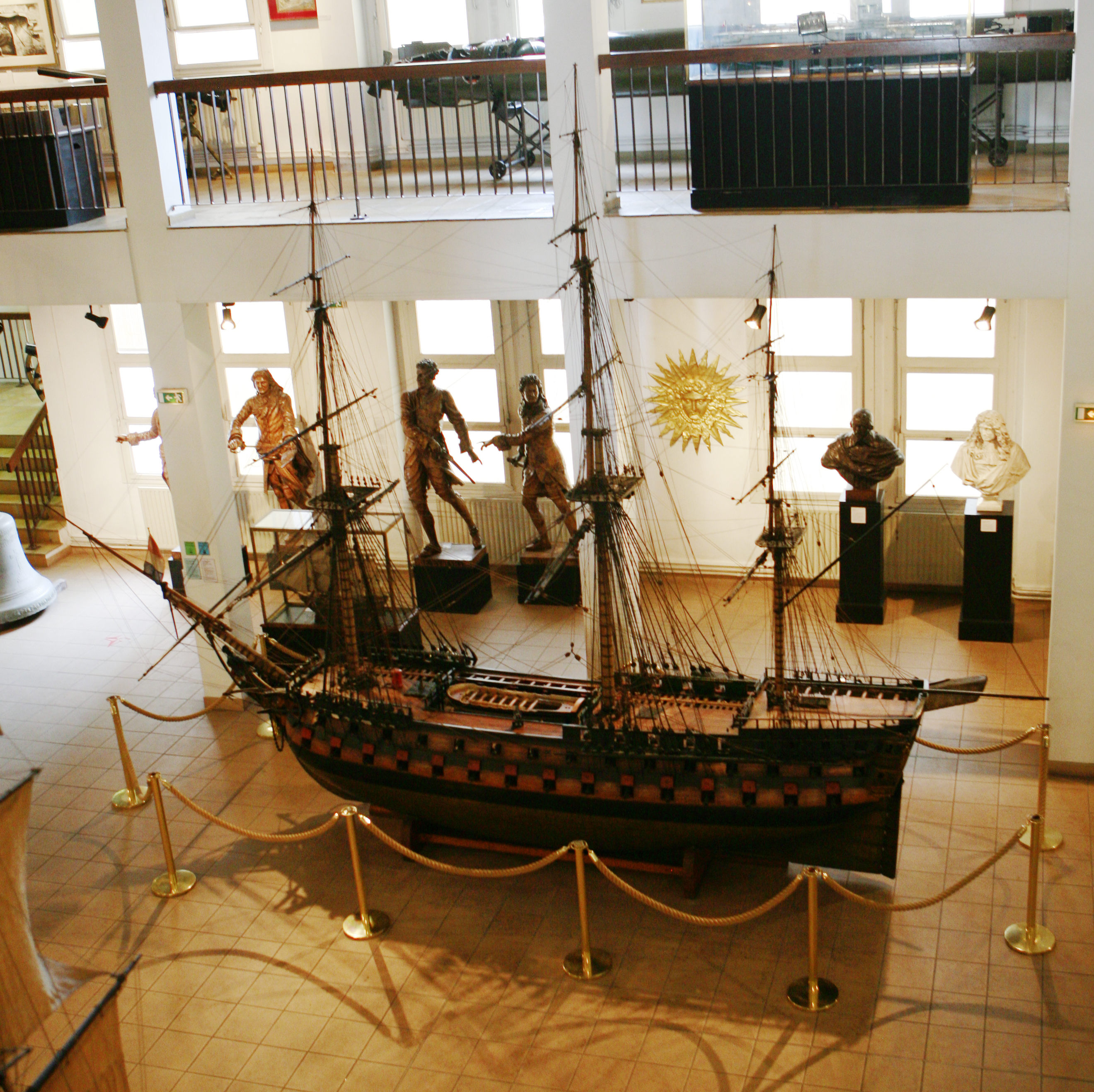
Un modello della gemella Duquesne